# Turdinule à queue courte
Gypsophila brevicaudata
Espèce
Statut de conservation UICN

 LC  : Préoccupation mineure
La Turdinule à queue courte (Gypsophila brevicaudata) est une espèce de passereau de la famille des Pellorneidae.

## Répartition
On la trouve en Indochine et régions limitrophes du nord-est de l'Inde et du sud de la Chine.

## Habitat
Elle fréquente les forêts humides tropicales et subtropicales.